# Raymond Dextreit
Raymond Marien Alexandre Dextreit (Bois-Colombes, 6 novembre 1908 – Méry-sur-Oise, 17 aprile 2001) è stato un medico francese, naturopata e nutrizionista, che ha divulgato soprattutto la cura naturale attraverso l'argilla.

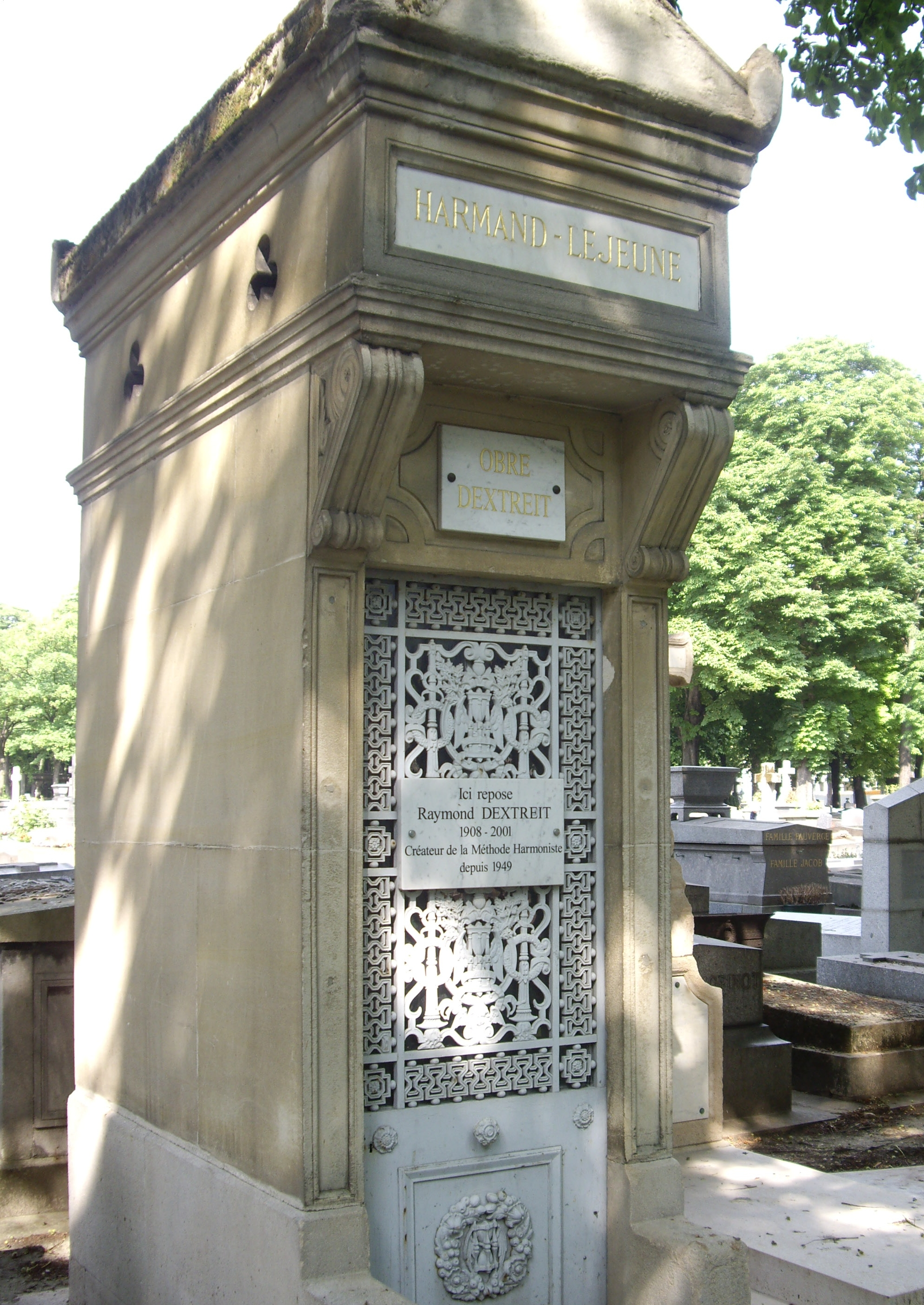
Tomba nel cimitero dei Batignolles.

Ha scritto numerosi libri. Uno dei suoi più famosi è: Nuovo Trattato di Medicina Naturale - Nostra Terra, Nostra Cura; ed anche: L'Argilla che guarisce; Le virtù della verdura e della frutta.
L'importanza del libro Nostra Tierra, Nostra cura, ricompilato e tradotto dal francese all'inglese da Michel Abehsera, si basa sul fatto che fosse una ricompilazione dei testi e frammenti più importanti dei 43 libri pubblicati da Dextreit sull'argomento.
Il suo intento era quello di offrire al pubblico una medicina semplice, diretta, di facile comprensione, affinché potesse usufruirne la maggior parte delle persone.. 
È considerato uno tra i fondatori dell'Igiene naturale.